# Fat Dog Mendoza
Fat Dog Mendoza est une série d'animation britannique créée par Scott Musgrove, produite en collaboration avec Sunbow Entertainment, initialement diffusée entre 1998 et 2001 sur la chaîne Cartoon Network.
En France, elle a été diffusée sur Cartoon Network puis rediffusé sur KidsCo ; cette série était la première coproduction européenne de la chaîne. Elle reste inédite dans les autres pays francophones.

## Scénario
La série relate les aventures d'un chien anthropomorphe très réfléchi et incroyablement obèse (à tel point qu'il possédait de minuscules petites pattes), et de son fidèle compagnon et maître Petit Tom. Le groupe tentait de combattre le crime mais échouait avec humour,.

## Production
La série est coproduite par Sunbow Entertainment et Cartoon Network (Europe), et a été initialement diffusé le 28 février 2000 au Royaume-Uni avec 26 épisodes. La série s'inspire du comic book culte de Scott Musgroves. Cartoon Network Europe signe pour la diffusion de la série.

## Distribution

### Voix anglophones
- Mark Acheson : Fat Dog
- Kathleen Barr : Petit Tom

### Voix françaises
- Michel Tugot-Doris : Fat Dog
- Coco Noël : Petit Tom